# Moustier-Ventadour
Moustier-Ventadour is een gemeente in het Franse departement Corrèze (regio Nouvelle-Aquitaine) en telt 434 inwoners (2004). De plaats maakt deel uit van het arrondissement Tulle.

## Geografie
De oppervlakte van Moustier-Ventadour bedraagt 29,5 km², de bevolkingsdichtheid is 14,7 inwoners per km².
De onderstaande kaart toont de ligging van Moustier-Ventadour met de belangrijkste infrastructuur en aangrenzende gemeenten.

## Demografie
Onderstaande figuur toont het verloop van het inwonertal (bron: INSEE-tellingen).